# Rosalie Moller
| Rosalie Moller               | Rosalie Moller                                                                    | Rosalie Moller |
| Technische Daten (Überblick) | Technische Daten (Überblick)                                                      |                |
| ---------------------------- | --------------------------------------------------------------------------------- | -------------- |
| Schiffstyp:                  | Frachtschiff                                                                      |                |
| Schiffsvermessung:           | 3.966 BRT                                                                         |                |
| Länge:                       | 108 m                                                                             |                |
| Breite (BüA):                | 16 m                                                                              |                |
| Geschwindigkeit:             | 10 Knoten                                                                         |                |
| Stapellauf:                  | 1910                                                                              |                |
| Heimathafen:                 | Glasgow                                                                           |                |
| Schicksal:                   | versenkt am 8. Oktober 1941 um 1.40 Uhr von zwei deutschen Heinkel He 111-Bombern |                |

Das britische Frachtschiff Rosalie Moller wurde am 8. Oktober 1941, nur zwei Tage nach dem Untergang der Thistlegorm, von zwei deutschen Bombern des Typs Heinkel He 111 versenkt und liegt seitdem nordöstlich von El Gouna, Ägypten auf der Position 27° 39′ 3,2″ N, 33° 46′ 17,8″ O in etwa 50 Metern Tiefe.

## Nomenklatur
Fälschlicherweise kursieren auch die Namensbezeichnungen Rosalie Möller oder Rosalie Moeller. Richtig ist die Schreibweise Moller. Das Schiff ist auch als Francis bekannt: Dies war der erste Name, mit dem das Schiff im Januar 1910 in Glasgow vom Stapel lief. Es wurde im März 1931 an die Moller Line veräußert und – wie alle linieneigenen Schiffe – auf den Namen einer der Frauen aus der Reedersfamilie getauft.

## Militärische Geschichte
Wie nahezu alle Schiffe, die in der Zeit des Zweiten Weltkriegs unter britischer Flagge fuhren, wurde auch die Rosalie Moller durch das britische Transportministerium beschlagnahmt. Es führte überwiegend Kohletransporte von Cardiff zu diversen Marinestandorten auf der britischen Insel durch. Im Juli 1941 lud der Frachter rund 4.700 Tonnen Kohle, diesmal mit dem Reiseziel Ägypten – zur Versorgung der Kohlestationen der in Nordafrika eingesetzten britischen Truppen. Der Weg führte zunächst nach Durban in Südafrika, von dort ging es weiter in den Golf von Suez im Roten Meer. Am Ankerplatz „Safe Anchorage H“ in der Straße von Gubal wartete Kapitän James Byrne auf die Freigabe der Weiterfahrt durch den Suezkanal zum Zielort Alexandria. Dem Bericht des Kapitäns zufolge wurde der Frachter jedoch am 8. Oktober 1941 um 0.45 Uhr von zwei deutschen Bombern des Typs Heinkel He 111 angegriffen und sank um 1.30 Uhr. Nach dem Untergang wurden zwei Besatzungsmitglieder vermisst.

## Bedeutung für den Tauchsport
Die Rosalie Moller erhielt einen Bombentreffer auf der Steuerbordseite in Höhe von Laderaum 3 und die Schäden sind auch heute noch deutlich zu erkennen. Trotzdem ist sie im Vergleich zu vielen anderen Wracks im Roten Meer sehr gut erhalten. Sie steht auf ebenem Kiel am sandigen Grund des Westrandes der Straße von Gubal nahe den gleichnamigen Inseln. Deutlich sichtbares Erkennungszeichen ist das große „M“ auf dem Schornstein des Wracks. Dieser steht mittlerweile nicht mehr aufrecht. Die Rosalie Moller ist in Insiderkreisen beliebter als die gut erhaltene Thistlegorm. Tauchgänge zur Rosalie Moller erfordern aufgrund der Tauchtiefen zwischen 20 und 50 Metern eine gute Tauchgangsvorbereitung und taucherische Erfahrung. Sich einen Überblick in nur einem Tauchgang zu verschaffen, ist aufgrund der häufig stark begrenzten Sichtverhältnisse selten möglich.
Mittlerweile liegt das Schiff in einem militärischen Sperrgebiet, so dass es nur noch selten betaucht werden kann.